# Вілтон-Сентер (Коннектикут)
Вілтон-Сентер (англ. Wilton Center) — переписна місцевість (CDP) в США, в окрузі Ферфілд штату Коннектикут. Населення — 1466 осіб (2020).

## Географія
Вілтон-Сентер розташований за координатами 41°11′17″ пн. ш. 73°25′48″ зх. д. / 41.18806° пн. ш. 73.43000° зх. д. (41.188143, -73.429923).  За даними Бюро перепису населення США в 2010 році переписна місцевість мала площу 0,71 км², уся площа — суходіл.

## Демографія
Згідно з переписом 2010 року, у переписній місцевості мешкали 732 особи в 433 домогосподарствах у складі 172 родин. Густота населення становила 1025 осіб/км².  Було 470 помешкань (658/км²).
Расовий склад населення:
| - 83,5 % — білих - 10,1 % — азіатів - 3,7 % — чорних або афроамериканців - 0,1 % — корінних американців - 1,2 % — осіб інших рас |

До двох чи більше рас належало 1,4 %. Частка іспаномовних становила 3,6 % від усіх жителів.
За віковим діапазоном населення розподілялося таким чином: 16,8 % — особи молодші 18 років, 56,2 % — особи у віці 18—64 років, 27,0 % — особи у віці 65 років та старші. Медіана віку мешканця становила 49,3 року. На 100 осіб жіночої статі у переписній місцевості припадало 64,9 чоловіків;  на 100 жінок у віці від 18 років та старших — 60,7 чоловіків також старших 18 років.
Середній дохід на одне домашнє господарство  становив 105 606 доларів США (медіана — 73 250), а середній дохід на одну сім'ю — 173 576 доларів (медіана — 126 964). 
Цивільне працевлаштоване населення становило 353 особи. Основні галузі зайнятості: науковці, спеціалісти, менеджери — 28,0 %, освіта, охорона здоров'я та соціальна допомога — 13,6 %, фінанси, страхування та нерухомість — 12,5 %.